# Мадонна (мистецтво)

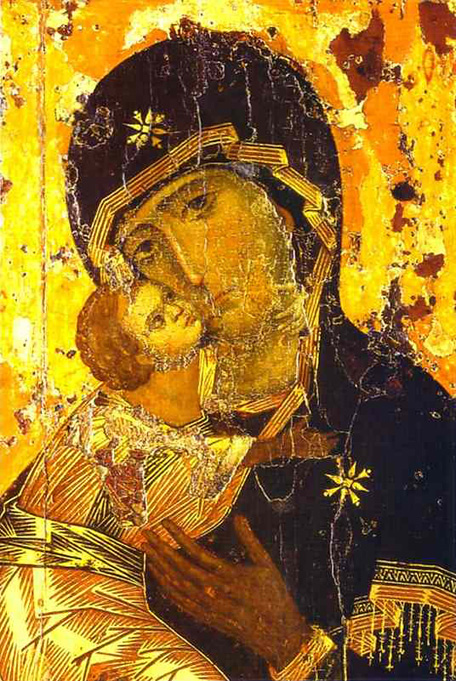
Вишгородська Богородиця

Мадонна — традиційне для італійського і взагалі західноєвропейського мистецтва зображення Діви Марії з немовлям Ісусом (рідше — без нього). Нерідко цих двох супроводжують Іван Хреститель, свята Анна або інші святі.
Одна з найперших таких картин знайдена в катакомбах Риму. Протягом понад тисячу років Мадонну малювали різні митці. Багато хто з найвідоміших художників і скульпторів в історії мистецтва зосередив свої навички та майстерність на створенні Богородиці. Це такі художники як Дуччо, Леонардо да Вінчі, Мікеланджело, Рафаель, Джованні Белліні, Караваджо, Рубенс, Сальвадор Далі і Генрі Мур.
Художники середньовічної Італії при створенні мадонн довгий час дотримувалися візантійських зразків — ікон із зображенням Богородиці. Кінцем X століття датується перша скульптурне зображення Мадонни, виконане на півночі Європи, — «Золота мадонна з Єсена».

## Термінологія
«Мадонна» — це середньовічний італійський термін для шляхетних чи інших важливих жінок, і вже давно використовується зазвичай як посилання на зображення Діви Марії. Слово також було прийнято англійською та іншими європейськими мовами. «Мадонна», перекладається як «міледі».
У XIII столітті, особливо, зі зростанням впливу лицарства та аристократичної культури на поезію, пісні та образотворче мистецтво, Мадонна, як Цариця Небесна, часто представлена на троні.
Образ, в якому Марія зображена з немовлям, називається «Мадонна з немовлям», але часто її називають просто Мадонною.

## Подання
Є декілька різних типів подання Мадонни.
- Марія, як правило, зображена одна без немовляти
- Повнометражний. Марія зображена стоячи. Частіше з немовлям, який повертається до глядача або піднімає руку в благословенні. Найвідоміші візантійські зображення цього типу.

Цей тип часто зустрічається в скульптурі. Є цілий ряд відомих картин, які зображують Мадонну таким чином, зокрема, Сикстинська Мадонна Рафаеля.
Мадонна на троні є одним їз видів зображення, яке датується візантійським У середньовічних зображеннях Мадонна часто супроводжувалася ангелами, які підтримують трон, або рядами святих.
Мадонна часто зображувалася у половину зросту, тобто тільки верхня частина тіла. Такі Одигітрії були дуже поширені в італійському живописі епохи Відродження, особливо у Венеції.
Мадонни з немовлям, що сидить — стиль зображення, що набув особливої популярності в XV столітті у Флоренції. В такому разі поведінка Марії неофіційна («Мадонна в зелені», «Чарівна садівниця»). Ці картини часто включають в себе символічні посилання на Страсті Христові.

## Розвиток
Найперше зображення Мадонни з немовлям знайдене в катакомбах Прісцилли у Римі. На ньому Марія годує дитину, яка повертає голову, щоб дивитися на глядача. Під час свого візиту до Константинополя в 536 р. папа Агапіт був звинувачений у відмові вшанувати Божу Матір.
Східна картини зображують, Мадонна на троні у короні з підвісками та інкрустованими і з немовлям на колінах.
З підвищенням важливості культу Богородиці на Заході протягом XII–XIII століть з'являється велика кількість способів зображення Богородиці.
Пізні готичні скульптури зображували Богородицю, що стоїть з немовлям на руках. Іконографія варіюється між державними та приватними зображеннями. Тобто, з'являються картини для домашнього вжитку. Це, наприклад, картини, де Діва годує дитину (такі як  Мадонна Літта).
Культ Марії набув значного поширення після скликання Ефеського собору в 431 році коли підтверджується її статус Богородиці.
Зображення на горі Синай успішно поєднує смиренність і піднесення Марії над іншими людьми. Ранні ікони Богородиці знаходяться в церкві Санта-Марія ін Трастевере в Римі та датуєються 705–707 роками.

## Ренесанс
Більшість творів мистецтва з цієї епохи є священними. У той час як спектр зображення предмета включав сюжети зі Старого Заповіту і зображення святих, Мадонна залишилася домінуючою темою в іконографії епохи Відродження.
Деякі видатні художники, які зображували Діву Марію:
- Леонардо да Вінчі
- Мікеланджело
- Рафаель
- Джорджоне
- Джованні Белліні
- Тіціан

## Сучасні зображення
У деяких європейських країнах, таких як Німеччина, Італія і Польща скульптури Мадонни знаходяться за межами міста, будинків і будівель, або уздовж доріг.
У Німеччині такі статуї розміщені на зовнішній стороні будівлі, називається Будинок Мадонни. Деякі родом з Середньовіччя, а деякі все ще робляться сьогодні. Зазвичай вони знаходиться на рівні другого поверху і вище, і часто на розі будинку, такі скульптури були знайдені у великій кількості в багатьох містах.
В Італії і Мадонна на узбіччі є звичайним.